# Kategorie Stvůry
Kategorie: Stvůry (japonsky カテゴリ：フリークス, Kategorie: Furíkusu) je japonská seinen manga o čtyřech svazcích, jejíž autorkou je Sakurako Gorakuin. Mangu původně vycházela v japonském časopisu Gekkan Birz nakladatelství Gentóša v letech 2002 až 2009. V Česku ji vydalo nakladatelství Zoner Press v letech 2002 až 2009.